# Итер-пиша
Итер-пиша (шум. di-te-er-pi4-ša, «Его господство превосходно») — царь Исина приблизительно в 1834—1831 годах до н. э.

## Биография

### Правление
В источниках не указано, сыном кого был Итер-пиша. Он известен только из царских списков, и ничего невозможно сказать о периоде его правления.
Видимо, Итер-пиша вёл войну с вождём аморейского племени ямутбала Кудурмабугом, который к этому времени подчинил своей власти царства Ларсу и Казаллу. В ходе этой войны священный город Ниппур несколько раз переходил из рук в руки. В захваченной Ларсе Кудурмабуг поставил царём своего сына Варад-Сина (1835—1823 годы до н. э.).
Несколько названий лет правления Итер-пиши известны из современных ему правовых и административных текстов, но они не несут никакой полезной информации о политической обстановке того времени. Два его года названы в честь изготовления медных lilieš для храма Инанны в городе Забалам и храма Уту, где эти lilieš являются, видимо, литаврами, используемыми в храмовых обрядах.
Однако самую большую известность Итер-пише принесло письмо от некоего Наби-Энлиля, которое представляет собой прошение царю от человека, оказавшегося в трудном положении. Это письмо, необычное по своей оригинальности и поэтичности, уже в древности пользовалось как образец для копирования в школе писцов в Ниппуре на протяжении ста лет, вплоть до правления вавилонского царя Самсу-илуны. Сохранилось семь фрагментов копий этого письма, найденных археологами при раскопках Ниппура.
Согласно Царскому списку, Итер-пиша правил 4 года, а Списку царей Ура и Исина — 3 года.

### Список датировочных формул Итер-пиша
|                            | |
| 1 год 1834 / 1833 до н. э. | Год, когда Итер-пиша [стал] царём mu di-te-er-pi4-sza lugal |
| a                          | Год, когда царь Итер-пиша сделал литавры из бронзы для Инанны в Забаламе YOS 14 325 mu di-te-er-pi4-sza lugal-e li-li-esz3 zabar dinanna zabalamki-ra mu-na-dim2 |
| b                          | Год, когда [Итер-пиша] изготовил бронзовые литавры для Уту BM 85384 mu li-li-is3 zabar dutu-ra mu-na-dim2                                                        |
| c                          | Год, когда Энлиль [в] Ниппуре mu den-lil2 nibruki |

| I династия Исина       |                                                             |                     |
| Предшественник: Замбия | царь Исина около 1834 — 1831 годов до н. э. (правил 4 года) | Преемник: Ур-дукуга |